# Leucania subrosea
Leucania subrosea är en fjärilsart som beskrevs av Matsumura. Leucania subrosea ingår i släktet Leucania och familjen nattflyn. Inga underarter finns listade i Catalogue of Life.